# Scrubber

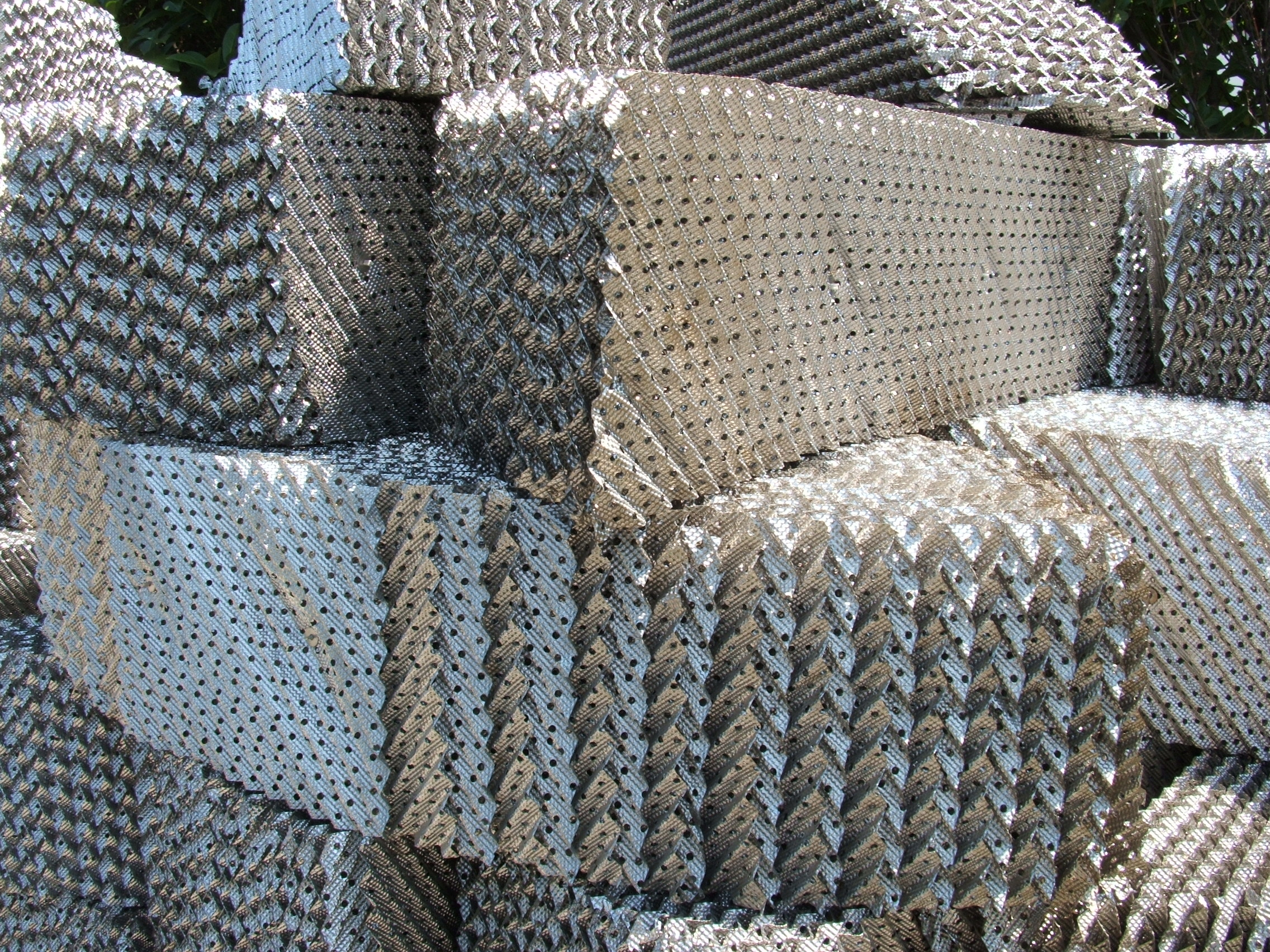
Riempimenti strutturati utilizzati negli scrubber

Lo scrubber è un'apparecchiatura  che consente di abbattere la concentrazione di sostanze presenti in una corrente gassosa, solitamente polveri e microinquinanti acidi. Queste apparecchiature trovano ampia applicazione negli impianti di depurazione fumi di svariati impianti chimici.
Lo scrubber è una particolare torre di lavaggio. Il significato di torre di lavaggio è più ampio; infatti, rispetto allo scrubber, una torre di lavaggio può trattare dei gas che contengono ad esempio altri gas, come nel caso del lavaggio con H2SO4 per disidratare il Cl2.
Lo scrubber fa inoltre parte della classe di apparecchiature denominate "colonne di assorbimento".

## Principio di funzionamento

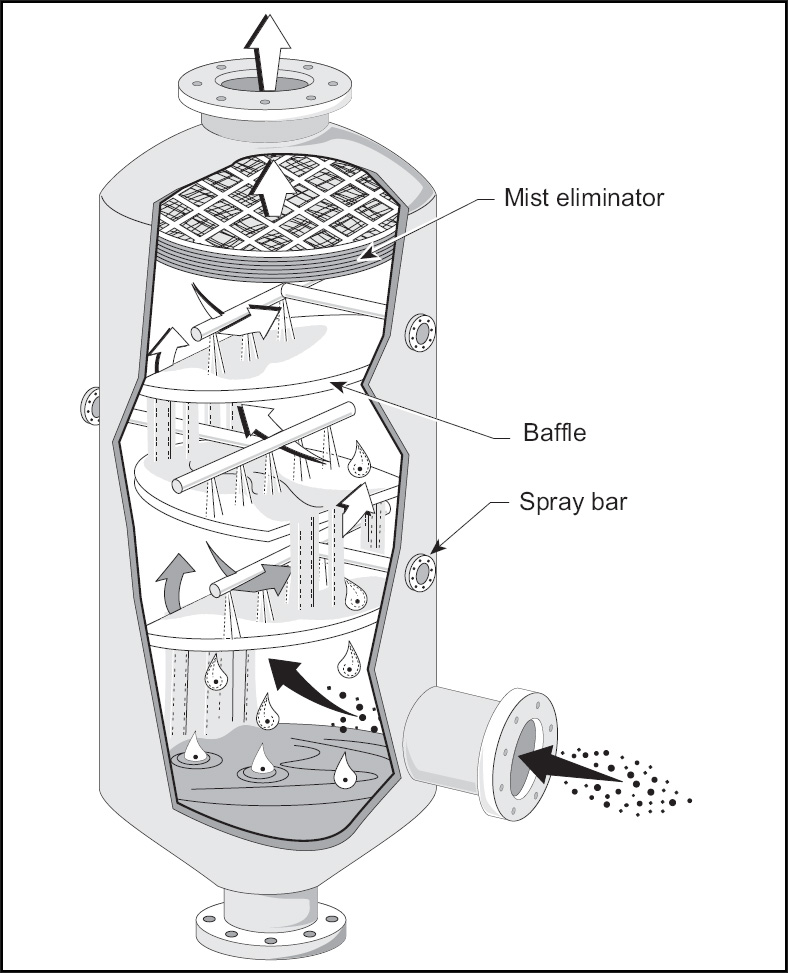
Baffle spray scrubber

Uno scrubber può essere schematizzato in due parti:
- un tubo di Venturi, nel quale vengono introdotti la corrente gassosa da lavare ed il liquido assorbitore;
- una colonna a riempimento, nella quale i gas in risalita si liberano dal liquido trascinato.

Il funzionamento dello scrubber è il seguente: i gas vengono introdotti insieme al liquido assorbitore attraverso un tubo di Venturi, che è costituito da un tubo che presenta una strozzatura. In prossimità di tale restringimento si ha una diminuzione della sezione del tubo, e quindi un aumento della velocità di attraversamento; siccome le perdite di carico aumentano all'aumentare della velocità, si hanno delle perdite di carico localizzate, generate dalle turbolenze nel flusso. Tali turbolenze migliorano la miscelazione tra gas e liquido, il quale assorbe in questa fase i componenti da eliminare.
La base del tubo di Venturi è collegata alla camera di demiscelazione in senso radiale, facendo sì che la miscela gas-liquido la attraversi con un moto spiraliforme, dal basso verso l'alto. Essendo la camera riempita con apposito materiale, il liquido condensa sulla superficie dei corpi di riempimento e si dirige verso il fondo, mentre i gas salgono nella testa della colonna. Generalmente i gas vengono aspirati da una soffiante.
Lo schema di funzionamento descritto sopra è quello di un particolare tipo di scrubber, ma esistono altre tipologie costruttive; ad esempio il liquido di lavaggio può essere spruzzato dall'alto tramite un unico ugello (ejector venturi scrubber) oppure a diverse altezze della colonna (spray tower). Si può inserire inoltre un demister in testa alla colonna per favorire la separazione del liquido trascinato dal gas.
A seconda del tipo di applicazione, a metà della camera può essere introdotto un ulteriore liquido di lavaggio.
Spesso alla base si trova un oil-skimmer, per la separazione di eventuali idrocarburi condensati dal liquido di lavaggio.

## Applicazioni
Gli usi più comuni dello scrubber sono:
- lavaggio con soda o altri fluidi di fumi (provenienti ad esempio da forni, caldaie o serbatoi di bitume) per l'eliminazione di acido cloridrico, acido solfidrico, anidridi solforose e solforiche o idrocarburi;
- depurazione di gas di processo (ad esempio lavaggio di gas di sintesi con monoetanolammina per l'eliminazione della CO2).